# Armoiries des îles Vierges britanniques
Le blason des îles Vierges britanniques fut adopté en 1960.
Il est composé d'un champ de sinople, dans lequel apparait une femme vêtue d'une tunique d'argent, portant une lampe à huile et entourée de onze autres lampes à huile. 
La femme représente sainte Ursule, une sainte chrétienne qui fit pèlerinage à travers l'Europe avec 11 000 demoiselles vierges. Quand Christophe Colomb aborda les côtes des îles en 1493, il se souvint de l'histoire de sainte Ursule et c'est ainsi que naquit le nom des îles.
Dans la partie inférieure, sur une ceinture d'or, on peut lire la devise officielle des îles, en latin : « Vigilate » en français : « Soyez vigilant ».